# Coinbase
Coinbase Global, Inc. (бренд Coinbase) — американская публичная компания, которая управляет онлайн-сервисом обмена цифровых валют (биржей криптовалют). Это крупнейшая криптовалютная биржа в США по объему торгов. Компания была основана в 2012 году Брайаном Армстронгом и Фредом Эрсамом. В мае 2020 года Coinbase объявила, что закрывает свою штаб-квартиру в Сан-Франциско, штат Калифорния, и переводит операции на удалённый режим, таким образом став распределённой компанией.
Хотя криптовалюты в принципе могут гарантировать анонимную торговлю, сделки на Coinbase не являются анонимными: зарегистрированные пользователи должны предоставить свои идентификационные данные налогоплательщика, а о транзакциях сообщается в IRS. Coinbase предлагает более 250 различных криптовалют клиентам из США в 2023 году, она не торгует Monero и другими криптовалютами с усиленной защитой анонимности из-за требований KYC в соответствии с правилами по борьбе с отмыванием денег.

## История
Coinbase была основана в июне 2012 года Брайаном Армстронгом, бывшим инженером Airbnb. Армстронг получил от стартап-инкубатора Y Combinator $150 000 на развитие своего проекта. Фред Эрсам, бывший трейдер Goldman Sachs, стал соучредителем после того, как заметил посты Армстронга на Reddit. В октябре 2012 года компания запустила сервис по покупке и продаже биткойнов посредством банковских переводов.
В мае 2013 года компания в первом раунде венчурных инвестиций (серия А) $5 млн от венчурной компании Union Square Ventures (USV), которой руководил Фред Уилсон. В декабре компания получила инвестиции в размере $25 млн от венчурных компаний Andreessen Horowitz, USV и Ribbit Capital.
В 2014 году число участников торгов выросло до одного миллиона, компания компании Blockr и Kippt, обеспечила страховку, покрывающую стоимость биткойнов, хранящихся на их серверах, и запустила систему безопасного хранения биткойнов. В том же году компания также добавила возможности обработки платежей в биткойнах к традиционным платежным компаниям Stripe, Braintree и PayPal. В январе 2014 года Coinbase Global, Inc. была зарегистрирована в штате Делавэр в качестве холдинговой компании Coinbase и ее дочерних компаний. Корпоративная реорганизация, в результате которой Coinbase стала дочерней компанией Coinbase Global, была завершена в апреле того же года.
В январе 2015 года компания получила инвестиции в размере $75 млн от консорциума инвесторов (Draper Fisher Jurvetson, Нью-Йоркская фондовая биржа, USAA и несколько банков). Позже в январе компания запустила американскую биткойн-биржу для профессиональных трейдеров под названием Coinbase Exchange. В сентябре Coinbase начала предлагать услуги в Канаде и Сингапуре.
В январе 2017 года Coinbase получила BitLicense и, а в марте — лицензию на торговлю Ethereum и Litecoin от Департамента финансовых услуг штата Нью-Йорк (DFS). В ноябре IRS обязала Coinbase сообщать обо всех пользователях, чьи транзакции на сумму не менее $20.000 за год. 19 декабря на бирже началась торговля Bitcoin Cash, после чего возникли ценовые отклонения, которые привели к расследованию инсайдерской торговли.
В мае 2020 года, во время пандемии COVID-19, компания полностью перешла на удаленную работу, и с тех пор не имеет физических офисов. Также в мае компания объявила о приобретении нью-йоркской компании по торговле цифровыми активами Tagomi по цене от $75 до $100 млн.
14 апреля 2021 компания стала публичной, получив листинг на NASDAQ. В отчёте за первый квартал 2021 года компания показал девятикратный рост выручки до $1,8 млрд по сравнению со $190,6 млн в первом квартале предыдущего года. Рост был связан с ростом цены биткойна за этот период. В конце первого торгового дня капитализация компании составила $61,7 млрд. В июне 2021 года биржа начала торги Dogecoin.
В ответ на российское вторжение в Украину в 2022 году Coinbase заблокировала 25 000 криптовалютных кошельков, связанных с Россией.
В апреле 2025 года Coinbase объявила об открытии офиса в Шарлотте (штат Северная Каролина). Компания намерена привлечь к работе 130 сотрудников, в основном местных жителей.

## Продукты компании
Продукты компании для розничных трейдеров включают в себя:
- Coinbase, приложение, используемое для покупки, хранения и торговли различными криптовалютами[26].
- Coinbase Pro, профессиональная платформа для торговли цифровыми активами[27].
- Coinbase Wallet, приложение, которое позволяет клиентам получать доступ к децентрализованным криптографическим приложениям (dapps) с помощью браузера dapp[28].

Продукты для институциональных трейдеров включают Coinbase Prime (торговая платформа для институциональных клиентов) и Coinbase Custody (кастодиальное решение).
Другие продукты, связанные с криптовалютой, включают:
- USD Coin, стейблкоин, который привязан к доллару США[30].
- Coinbase Card, дебетовая карта Visa, которая позволяет клиентам тратить криптовалюту[31].
- Coinbase Earn, платформа обучения криптовалютам, которая вознаграждает пользователей небольшими суммами альткойнов за просмотр видео и прохождение тестов, чтобы узнать о них[32].

Также компания разрабатывает интерфейс прикладного программирования (API) для разработчиков и продавцов, позволяющий создавать приложения и принимать платежи в цифровых валютах.

## Операционные показатели
В 2021 году в отчёте перед выходом на IPO компания сообщила, что её платформой пользуются 43 миллиона верифицированных розничных клиентов, 7.000 институциональных клиентах, и 115.000 партнеров экосистемы в более чем 100 странах. Согласно отчёту компании за 4 квартал 2024 года, объём торгов на бирже составил $154 млрд, выручка компании — $734 млн, чистая прибыль — $375,4 млн.

## Обвинения в инсайдерской торговле
22 июля 2022 года бывшему менеджеру по продукту Coinbase Ишану Вахи вместе с Нихилом Вахи (братом Ишана) и Самиром Рамани (другом) были предъявлены обвинения по первому в истории делу об инсайдерской торговле криптовалютой прокуратурой Южного округа штата Нью-Йорк и Комиссией по ценным бумагам и биржам. Согласно версии обвинения в деле SEC против Вахи, Ишан Вахи поделился информацией о том, что некоторые токены в ближайшее время внесут в листинг Coinbase, с Никхилом Вахи и Рамани, которые затем воспользовались этой информацией, чтобы совершить сделки, получив прибыль более $1,5 млн. По данным федеральной прокуратуры, Ишан Вахи купил билет в один конец в Индию после того, как Coinbase вызвала его в офис компании в Сиэтле на встречу. 16 мая Вахи был перехвачен правоохранительными органами при посадке на рейс, направлявшийся в Индию. Директор службы безопасности Coinbase Филип Мартин отметил, что компания предоставила прокуратуре информацию, полученную в ходе внутреннего расследования.
10 января 2023 года Никхил Вахи был приговорен к десяти месяцам тюремного заключения после того, как признался в совершении сделок на основе конфиденциальной информации Coinbase. Ишан Вахи первоначально не признал себя виновным, но 7 февраля 2023 года всё же признал свою вину. 9 мая он был приговорен к двум годам тюремного заключения и лишению различных криптоактивов, полученных им в связи с этой схемой. Рамани остается на свободе.